# Pravo u 1331.
◄◄ | ◄ | 1328. | 1329. | 1330. | 1331.  | 1332. | 1333. | 1334. | ► | ►►
Arhitektura • Astronomija • Glazba • Knjige • Književnost • Kršćanstvo • Medicina • Pravo • Promet • Slikarstvo • Znanost
Pravo u 1331.

## Hrvatska i u Hrvata

### Događaji
- Hvarski statut

## Vanjske poveznice
|  | Zajednički poslužitelj ima još gradiva o temi Pravo |